# Свети Лука (Костур)
„Свети евангелист Лука“ (на гръцки: Αγίου Λουκά) е православна църква в град Костур (Кастория), Егейска Македония, Гърция. Храмът е част от Костурската епархия.

## Местоположение
Църквате е разположена на улица „Христопулос“, в северната традиционна махала на Костур Позери (Апозари).

## История
Църквата е построена в 1840 година при митрополит Атанасий Митилинеос, върху по-стар храм, посветен също на Свети Лука. При научните проучвания, направени във вътрешността и около храма, са открити останки от зидария от по-стария храм, който се споменава и в историческите източници. В 1823 година, в навечерието на 23 март, е отслужена литания по повод изтеглянето от града на Мустафа паша Бушатли, чиито войски нанасят големи щети на града. Литанията е оргиназирана от членовете на Филики Етерия. Събитието предизвиква гнева на пашата, който разрушава църквата.
Църквата е главен храм на традиционна енория в Костур.
В 1990 година храмът е обявен за исторически паметник.

## Архитектура
В архитектурно отношение църквата е дълга еднокорабна каменна базилика с дървен покрив и женска църква на запад, където първоначално е имало нартекс. На изток има полушестоъгълна апсида на изток. Зидарията създава впечатлени за солидна конструкция и е от дялани камъни и тухли. На мястото на дървените греди, които са поставени хоризонтално при градежа на по-старите църкви в града, са вмъкнати тухли в три реда, които заедно с корниза в края на зидарията украсяват фасадата на сградата. Конхата на светилището има специална украса с редуване на камъни и тухли.

## Вътрешна украса
Резбованият иконостас е от периода на изграждането на храма. Иконите, които днес са разположени на него са дело на зографа от Селица Георгиос Мануил.
Стенописите в наоса и на таваните са по-късни – от 70-те години на XIX век. В 1887 година зографът Атанасиос Зису оставя подписа си в надпис на лявата порта на царските двери:
| „ | ΘΕΟΥ ΣΤΡΑΤΗΓΟΣ ΕΙΜΙ ΚΑΙ ΤΟΥΣ ΕΝΤΑΥΘΑ ΕΙΣΟΝΤΑΣ ΕΝ ΦΟΒΩ ΦΡΟΥΡΩ ΠΡΟΜΑΧΩ ΥΠΕΡΜΑΧΩ ΚΑΙ ΣΚΕΝΩ ΤΟΥΣ ΔΕ ΚΑΡΔΙΑ ΡΥΠΑΡΑ ΕΙΣΟΝΤΑΣ ΠΙΚΡΩΣ ΕΚΤΕΜΝΩ ΕΝ ΤΗ ΡΟΜΦΑΙΑ ΤΗ ΔΕ. Ο ΜΗΧΑΗΛ ΑΡΧ. ΠΡΟΣ ΤΟΝ ΕΣΤΑΥΡΩΜΕΝΟΝ. ΤΗΝ ΤΩΝ ΑΣΤΕΡΩΝ ΚΛΙΜΑΚΑ ΔΙΕΒΑΙΝΟΝ ΗΣΥΧΩΣ. ΠΛΗΝ ΕΠΛΗΞΕ ΤΑ ΩΤΑ ΜΟΥ Ο ΤΗΣ ΦΩΝΗΣ ΨΟΥ ΗΧΟΣ. ΕΥΘΥΣ ΕΠΙ ΤΟΝ ΗΛΙΟΝ ΤΟ ΠΡΩΤΟΝ ΒΗΜΑ ΒΟΥΛΛΩ, ΤΟ ΔΕΥΤΕΡΟΝ ΕΙΣ ΑΡΑΡΑΤ, ΕΙΣ ΓΟΛΓΟΘΑ ΤΟ ΑΛΛΟ. ΙΔΟΥ Ω ΠΕΝΘΟΣ ΑΠΟΣΠΩ ΤΗΝ ΚΟΜΗΝ ΜΟΥ, ΤΟΝ ΠΕΡΙ ΤΗΝ ΜΟΡΦΗΝ ΜΟΥ. ΙΔΟΥ ΤΗΣ ΘΕΙΑΣ ΣΟΥ ΣΑΡΚΟΣ ΤΗΝ ΓΥΜΝΩΣΗΝ ΚΑΛΥΠΤΩ ΚΑΙ ΣΚΕΠΗΝ, ΕΠΙ ΣΕ ΦΩΤΟΣ ΕΠΟΥΡΑΝΙΟΥ, ΡΙΠΤΩ 1887 ΙΟΥΝΙΟΥ (2) ΕΓΡΑΨΕ ΑΘΑΝΑΣΙΟΣ ΖΗΣΟΥ ΖΩΓΡΑΦΟΣ. | “ |

Стенописите са на северната и южната стена на наоса, на тавана, на решетъчната преграда на женската църква и в конхата на апсидата. На южната стена са изписани светците Георги, Прокопий, пророк Авакум, Екатерина и Антоний. На северната стена са Димитър, Нестор, Меркурий, Христофор, Варвара и Анастасия. На преградата на женската църква отляво са Сътворението на човека, Фарисеят, Христос и грешницата, Блудният син, Грехопадението на Адам и Ева.
В храма се пази евангелие, датирано 1663 година:
| „ | Ετούτο το τείον και ιερόν Ευαγγέλιον πέλει και υπάρχει του Αγίου Ενδόξου και πανευφήμου Αποστολου και Ευαγγελιστού Λουκά και η τις αποξένωση από τον Αγ. Λουκάν να έχη τας αράς των Αγ. Τριακοσίων δέκα οκτώ Θεοφόρων πατέρων των εν ΝΗΚΕΑ και των λοιπον οικουμενικών Επτά συνόδων και οση εσυνδρόμησαν και συστιάστηκεν εις αιωνίαν τους η μνήμη εις έτος 1663 ήγουν ΑΧΞΓ Γαβριήλ ιερομόναχος. | “ |

Запазен е и дискос, датиран с надпис в 1743 година:
| „ | Ιερόν δισκοπότηρον εις δόξαν Θεού και του ευαγγελιστού Λουκά δια ψυνδρομής του επιτρόπου κυρ Σμερνου χάρι μνημοσύνου των ενοριτών και λοιπών ευσεβών ΑΨΜΓ – 1743 δια χειρός Φότι. | “ |